# 이인수 (프로게이머)
이인수(1991년 12월 2일 ~ )는 대한민국의 전직 스타크래프트 II 프로게이머이다. 종족은 저그. Lucky라는 아이디를 사용한다.
2009년 하반기 드래프트에서 삼성전자 칸의 3차 지명으로 입단하였다.
2011년 은퇴가 공시되었다.
이후 스타크래프트2 프로게이머로 전향하였으며, fOu에 입단하였다.
2014년 1월 8일 fOu의 해체로 무소속 신분이 되었으며 2월 13일 IM에 입단했다.
2014년 7월 31일에 페이스북에 글을 올리면서 은퇴하였다.

## 주요 이력
스타크래프트 II : 프리미어 개인리그 준우승 1회
- 2009년 제49회 스타크래프트 준프로게이머 선발전 입상
- 2011년 펩시콜라 글로벌 스타크래프트 II 리그 August Code A 16강
- 2011년 소니 에릭슨 글로벌 스타크래프트 II 리그 October Code A 8강
- 2011년 소니 에릭슨 글로벌 스타크래프트 II 리그 November Code A 24강
- 2011년 IPL 3 Origins 준우승
- 2011년 Sony Ericsson GSL Nov. 코드 A 24강
- 2012년 2012 HOT6 GSL Season 1 승강전/코드 S 32강/코드 A 32강
- 2012년 ASUS ROG Winter 2012 4위
- 2012년 2012 HOT6 GSL Season 2 승강전/코드 A 48강
- 2012년 MLG Pro Circuit Spring Championship 21-24th
- 2013년 DreamHack Open Summer 2013 64강
- 2013년 2013 WCS 아메리카 시즌 3 챌린저리그 24강